# Park Tae-hwan
Park Tae-hwan (Koreaans: 박태환) (Brovary, 27 september 1989) is een Zuid-Koreaanse zwemmer en olympisch kampioen op de 400 meter vrije slag.

## Carrière
Park kwalificeerde zich als 14-jarige voor de Spelen in Athene op de 400 meter vrije slag maar door een valse start beleefde hij weinig plezier aan zijn debuut. Een jaar later bij de wereldkampioenschappen zwemmen 2005 in Montreal strandde hij op al zijn afstanden in de series.
In 2006 brak hij door met twee zilveren medailles op de wereldkampioenschappen kortebaanzwemmen 2006 in Shanghai en met 3 gouden, 1 zilveren en 3 bronzen medailles bij de Aziatische Spelen 2006 in Doha. Op de Pan Pacific kampioenschappen zwemmen 2006 in Victoria veroverde de Koreaan de gouden medaille op de 400 en de 1500 meter vrije slag, op de 200 meter vrije slag moest hij met zilver genoegen nemen.
Zijn carrière kreeg een vervolg met de wereldtitel in Melbourne op de 400 meter vrije slag tijdens de wereldkampioenschappen zwemmen 2007. Daarnaast pakte hij ook de bronzen medaille op de 200 meter vrije slag achter Michael Phelps en Pieter van den Hoogenband.
Tijdens zijn tweede Olympische Spelen, in 2008 in Peking, was Park een stuk succesvoller dan vier jaar eerder in Athene. Hij ging naar huis met olympisch goud op de 400 meter vrije slag en olympisch zilver op de 200 meter vrije slag, waar hij alleen Michael Phelps voor moest laten gaan.

### 2009-2012
De wereldkampioenschappen zwemmen 2009 in Rome liepen voor de Koreaan uit op een teleurstelling, op geen enkele afstand wist hij de finale te bereiken.
Tijdens de Pan Pacific kampioenschappen zwemmen 2010 in Irvine veroverde Park de gouden medaille op de 400 meter vrije slag en de zilveren medaille op de 200 meter vrije slag, daarnaast eindigde hij als achtste op de 1500 meter vrije slag. Op de Aziatische Spelen 2010 in Guangzhou behaalde de Koreaan vijf medailles waaronder goud op de 100, 200 en 400 meter vrije slag.
In Shanghai nam Park deel aan de wereldkampioenschappen zwemmen 2011. Op dit toernooi heroverde hij zijn wereldtitel op de 400 meter vrije slag, daarnaast eindigde hij als vierde op de 200 meter vrije slag en werd hij uitgeschakeld in de halve finales van de 100 meter vrije slag.
Tijdens de Olympische Zomerspelen 2012 in Londen sleepte de Koreaan de zilveren medaille in de wacht op zowel de 200 als de 400 meter vrije slag, op de 1500 meter vrije slag eindigde hij op de vierde plaats.

### Doping
In september 2014, in de aanloop naar de Aziatische Spelen van 2014 testte Park positief op testosteron. De FINA schorste de zwemmer voor 18 maanden, met ingang van 3 september 2014. De schorsing loopt af op 2 maart 2016. Daarom wordt het voor Park moeilijk geacht om zich nog te kwalificeren voor de Olympische Zomerspelen in Rio de Janeiro.

## Internationale toernooien
| Jaar | Olympische Spelen                                                                | WK langebaan                                                | WK kortebaan                                                                                             | PanPacs                                                  | Aziatische Spelen |
| ---- | -------------------------------------------------------------------------------- | ----------------------------------------------------------- | --- | -------------------------------------------------------- | --- |
| 2004 | DQ 400m vrije slag                                                               |                                                             | geen deelname                                                                                            |                                                          | |
| 2005 |                                                                                  | 20e 200m vrije slag 42e 400m vrije slag 24e 800m vrije slag | |                                                          | |
| 2006 |                                                                                  |                                                             | 16e 200m vrije slag · 400m vrije slag · 1500m vrije slag · 14e 4x100m vrije slag · 11e 4x200m vrije slag | 200m vrije slag · 400m vrije slag · 1500m vrije slag     | 100m vrije slag · 200m vrije slag · 400m vrije slag · 1500m vrije slag · 4x100m vrije slag · 4x200m vrije slag · 4x100m wisselslag          |
| 2007 |                                                                                  | 200m vrije slag · 400m vrije slag · 9e 1500m vrije slag     | |                                                          | |
| 2008 | 200m vrije slag · 400m vrije slag · 16e 1500m vrije slag                         |                                                             | geen deelname                                                                                            |                                                          | |
| 2009 |                                                                                  | 13e 200m vrije slag 12e 400m vrije slag 9e 1500m vrije slag | |                                                          | |
| 2010 |                                                                                  |                                                             | geen deelname                                                                                            | 200m vrije slag · 400m vrije slag · 16e 1500m vrije slag | 100m vrije slag · 200m vrije slag · 400m vrije slag · 1500m vrije slag · 4x100m wisselslag · 4x100m vrije slag · 4x200m vrije slag          |
| 2011 |                                                                                  | 14e 100m vrije slag · 4e 200m vrije slag · 400m vrije slag  | |                                                          | |
| 2012 | 200m vrije slag · 400m vrije slag · 4e 1500m vrije slag                          |                                                             | geen deelname                                                                                            |                                                          | |
| 2013 |                                                                                  | geen deelname                                               | |                                                          | |
| 2014 |                                                                                  |                                                             | geen deelname                                                                                            | 400m vrije slag                                          | DQ 100m vrije slag DQ 200m vrije slag DQ 400m vrije slag DQ 1500m vrije slag DQ 4x100m vrije slag DQ 4x200m vrije slag DQ 4x100m wisselslag |
| 2015 |                                                                                  | geen deelname                                               | |                                                          | |
| 2016 | 32e 100m vrije slag 29e 200m vrije slag 10e 400m vrije slag DNS 1500m vrije slag |                                                             | |                                                          | |

## Persoonlijke records
Bijgewerkt tot en met 4 augustus 2012
Kortebaan
| Afstand          | Tijd     | Datum            | Plaats   |
| ---------------- | -------- | ---------------- | -------- |
| 200m vrije slag  | 1.42,22  | 18 november 2007 | Berlijn  |
| 400m vrije slag  | 3.36,68  | 17 november 2007 | Berlijn  |
| 800m vrije slag  | 7.43,71  | 9 april 2006     | Shanghai |
| 1500m vrije slag | 14.33,28 | 9 april 2006     | Shanghai |

Langebaan
| Afstand          | Tijd     | Datum            | Plaats   |
| ---------------- | -------- | ---------------- | -------- |
| 100m vrije slag  | 48,86    | 27 juli 2011     | Shanghai |
| 200m vrije slag  | 1.44,85  | 12 augustus 2008 | Peking   |
| 400m vrije slag  | 3.41,86  | 10 augustus 2008 | Peking   |
| 800m vrije slag  | 7.49,93  | 4 augustus 2012  | Londen   |
| 1500m vrije slag | 14.47,38 | 12 februari 2012 | Sydney   |